# Lista planetelor minore/164901–165000
Aceasta este Lista planetelor minore/164901–165000; pentru a naviga prin lista completă vezi Lista planetelor minore.
Pentru ale detalii vezi și Proiect:Astronomie sau Portal:Astronomie.
| Nume     | Denumire provizorie | Data descoperirii | Locul descoperirii     | Descoperitor(i) |
| -------- | ------------------- | ----------------- | ---------------------- | --------------- |
| 164901 - | 1999 VK181          | 9 noiembrie 1999  | Socorro                | LINEAR          |
| 164902 - | 1999 VT190          | 15 noiembrie 1999 | Socorro                | LINEAR          |
| 164903 - | 1999 VP225          | 5 noiembrie 1999  | Socorro                | LINEAR          |
| 164904 - | 1999 WP2            | 26 noiembrie 1999 | Višnjan Observatory⁠(d) | K. Korlević     |
| 164905 - | 1999 WU9            | 30 noiembrie 1999 | Oizumi                 | T. Kobayashi    |
| 164906 - | 1999 WY15           | 29 noiembrie 1999 | Kitt Peak              | Spacewatch      |
| 164907 - | 1999 WL17           | 30 noiembrie 1999 | Kitt Peak              | Spacewatch      |
| 164908 - | 1999 XC3            | 4 decembrie 1999  | Catalina               | CSS             |
| 164909 - | 1999 XO4            | 4 decembrie 1999  | Catalina               | CSS             |
| 164910 - | 1999 XL10           | 5 decembrie 1999  | Catalina               | CSS             |
| 164911 - | 1999 XB13           | 5 decembrie 1999  | Socorro                | LINEAR          |
| 164912 - | 1999 XP15           | 5 decembrie 1999  | Višnjan Observatory⁠(d) | K. Korlević     |
| 164913 - | 1999 XK32           | 6 decembrie 1999  | Socorro                | LINEAR          |
| 164914   | 1999 XV37           | 7 decembrie 1999  | Dynic⁠(d)               | A. Sugie⁠(d)     |
| 164915 - | 1999 XC38           | 6 decembrie 1999  | Gnosca⁠(d)              | S. Sposetti⁠(d)  |
| 164916 - | 1999 XV38           | 5 decembrie 1999  | Socorro                | LINEAR          |
| 164917 - | 1999 XF41           | 7 decembrie 1999  | Socorro                | LINEAR          |
| 164918 - | 1999 XR41           | 7 decembrie 1999  | Socorro                | LINEAR          |
| 164919 - | 1999 XD44           | 7 decembrie 1999  | Socorro                | LINEAR          |
| 164920 - | 1999 XL46           | 7 decembrie 1999  | Socorro                | LINEAR          |
| 164921 - | 1999 XW57           | 7 decembrie 1999  | Socorro                | LINEAR          |
| 164922 - | 1999 XZ72           | 7 decembrie 1999  | Socorro                | LINEAR          |
| 164923 - | 1999 XC77           | 7 decembrie 1999  | Socorro                | LINEAR          |
| 164924 - | 1999 XS77           | 7 decembrie 1999  | Socorro                | LINEAR          |
| 164925 - | 1999 XN79           | 7 decembrie 1999  | Socorro                | LINEAR          |
| 164926 - | 1999 XL87           | 7 decembrie 1999  | Socorro                | LINEAR          |
| 164927 - | 1999 XO92           | 7 decembrie 1999  | Socorro                | LINEAR          |
| 164928 - | 1999 XQ99           | 7 decembrie 1999  | Socorro                | LINEAR          |
| 164929 - | 1999 XK102          | 7 decembrie 1999  | Socorro                | LINEAR          |
| 164930 - | 1999 XZ111          | 7 decembrie 1999  | Socorro                | LINEAR          |
| 164931 - | 1999 XO113          | 11 decembrie 1999 | Socorro                | LINEAR          |
| 164932 - | 1999 XW115          | 5 decembrie 1999  | Catalina               | CSS             |
| 164933 - | 1999 XJ124          | 7 decembrie 1999  | Catalina               | CSS             |
| 164934 - | 1999 XV125          | 7 decembrie 1999  | Catalina               | CSS             |
| 164935 - | 1999 XR126          | 7 decembrie 1999  | Catalina               | CSS             |
| 164936 - | 1999 XX128          | 12 decembrie 1999 | Socorro                | LINEAR          |
| 164937 - | 1999 XW145          | 7 decembrie 1999  | Kitt Peak              | Spacewatch      |
| 164938 - | 1999 XU151          | 7 decembrie 1999  | Kitt Peak              | Spacewatch      |
| 164939 - | 1999 XT155          | 8 decembrie 1999  | Socorro                | LINEAR          |
| 164940 - | 1999 XZ155          | 8 decembrie 1999  | Socorro                | LINEAR          |
| 164941 - | 1999 XQ168          | 10 decembrie 1999 | Socorro                | LINEAR          |
| 164942 - | 1999 XE170          | 10 decembrie 1999 | Socorro                | LINEAR          |
| 164943 - | 1999 XS176          | 10 decembrie 1999 | Socorro                | LINEAR          |
| 164944 - | 1999 XU177          | 10 decembrie 1999 | Socorro                | LINEAR          |
| 164945 - | 1999 XD183          | 12 decembrie 1999 | Socorro                | LINEAR          |
| 164946 - | 1999 XF192          | 12 decembrie 1999 | Socorro                | LINEAR          |
| 164947 - | 1999 XN201          | 12 decembrie 1999 | Socorro                | LINEAR          |
| 164948 - | 1999 XQ229          | 7 decembrie 1999  | Catalina               | CSS             |
| 164949 - | 1999 XF231          | 7 decembrie 1999  | Catalina               | CSS             |
| 164950 - | 1999 XC234          | 4 decembrie 1999  | Anderson Mesa          | LONEOS          |
| 164951 - | 1999 XM242          | 13 decembrie 1999 | Socorro                | LINEAR          |
| 164952 - | 1999 XM243          | 3 decembrie 1999  | Anderson Mesa          | LONEOS          |
| 164953 - | 1999 XP252          | 12 decembrie 1999 | Kitt Peak              | Spacewatch      |
| 164954 - | 1999 YW3            | 19 decembrie 1999 | Socorro                | LINEAR          |
| 164955 - | 1999 YA11           | 27 decembrie 1999 | Kitt Peak              | Spacewatch      |
| 164956 - | 1999 YZ13           | 27 decembrie 1999 | Kitt Peak              | Spacewatch      |
| 164957 - | 1999 YW22           | 31 decembrie 1999 | Anderson Mesa          | LONEOS          |
| 164958 - | 2000 AM3            | 2 ianuarie 2000   | Socorro                | LINEAR          |
| 164959 - | 2000 AS8            | 2 ianuarie 2000   | Socorro                | LINEAR          |
| 164960 - | 2000 AW13           | 3 ianuarie 2000   | Socorro                | LINEAR          |
| 164961 - | 2000 AH16           | 3 ianuarie 2000   | Socorro                | LINEAR          |
| 164962 - | 2000 AO27           | 3 ianuarie 2000   | Socorro                | LINEAR          |
| 164963 - | 2000 AW29           | 3 ianuarie 2000   | Socorro                | LINEAR          |
| 164964 - | 2000 AT30           | 3 ianuarie 2000   | Socorro                | LINEAR          |
| 164965 - | 2000 AZ39           | 3 ianuarie 2000   | Socorro                | LINEAR          |
| 164966 - | 2000 AM44           | 5 ianuarie 2000   | Kitt Peak              | Spacewatch      |
| 164967 - | 2000 AO51           | 4 ianuarie 2000   | Socorro                | LINEAR          |
| 164968 - | 2000 AS52           | 4 ianuarie 2000   | Socorro                | LINEAR          |
| 164969 - | 2000 AK53           | 4 ianuarie 2000   | Socorro                | LINEAR          |
| 164970 - | 2000 AV53           | 4 ianuarie 2000   | Socorro                | LINEAR          |
| 164971 - | 2000 AV61           | 4 ianuarie 2000   | Socorro                | LINEAR          |
| 164972 - | 2000 AM62           | 4 ianuarie 2000   | Socorro                | LINEAR          |
| 164973 - | 2000 AU68           | 5 ianuarie 2000   | Socorro                | LINEAR          |
| 164974 - | 2000 AO78           | 5 ianuarie 2000   | Socorro                | LINEAR          |
| 164975 - | 2000 AO117          | 5 ianuarie 2000   | Socorro                | LINEAR          |
| 164976 - | 2000 AJ118          | 5 ianuarie 2000   | Socorro                | LINEAR          |
| 164977 - | 2000 AA123          | 5 ianuarie 2000   | Socorro                | LINEAR          |
| 164978 - | 2000 AH143          | 5 ianuarie 2000   | Socorro                | LINEAR          |
| 164979 - | 2000 AK152          | 8 ianuarie 2000   | Socorro                | LINEAR          |
| 164980 - | 2000 AW152          | 8 ianuarie 2000   | Socorro                | LINEAR          |
| 164981 - | 2000 AT167          | 8 ianuarie 2000   | Socorro                | LINEAR          |
| 164982 - | 2000 AL171          | 7 ianuarie 2000   | Socorro                | LINEAR          |
| 164983 - | 2000 AE178          | 7 ianuarie 2000   | Socorro                | LINEAR          |
| 164984 - | 2000 AF193          | 8 ianuarie 2000   | Socorro                | LINEAR          |
| 164985 - | 2000 AN207          | 3 ianuarie 2000   | Kitt Peak              | Spacewatch      |
| 164986 - | 2000 AE219          | 8 ianuarie 2000   | Kitt Peak              | Spacewatch      |
| 164987 - | 2000 AE234          | 5 ianuarie 2000   | Socorro                | LINEAR          |
| 164988 - | 2000 AK239          | 6 ianuarie 2000   | Socorro                | LINEAR          |
| 164989 - | 2000 AE247          | 2 ianuarie 2000   | Socorro                | LINEAR          |
| 164990 - | 2000 BB2            | 27 ianuarie 2000  | Kitt Peak              | Spacewatch      |
| 164991 - | 2000 BQ8            | 29 ianuarie 2000  | Socorro                | LINEAR          |
| 164992 - | 2000 BX8            | 29 ianuarie 2000  | Socorro                | LINEAR          |
| 164993 - | 2000 BW9            | 26 ianuarie 2000  | Kitt Peak              | Spacewatch      |
| 164994 - | 2000 BK13           | 29 ianuarie 2000  | Kitt Peak              | Spacewatch      |
| 164995 - | 2000 BR16           | 30 ianuarie 2000  | Socorro                | LINEAR          |
| 164996 - | 2000 BS17           | 30 ianuarie 2000  | Socorro                | LINEAR          |
| 164997 - | 2000 BW24           | 29 ianuarie 2000  | Socorro                | LINEAR          |
| 164998 - | 2000 BO25           | 30 ianuarie 2000  | Socorro                | LINEAR          |
| 164999 - | 2000 BS25           | 30 ianuarie 2000  | Socorro                | LINEAR          |
| 165000 - | 2000 BS31           | 27 ianuarie 2000  | Kitt Peak              | Spacewatch      |